# بوچون (ریانگ‌گانگ)
بوچون یا پوچون (به کره‌ای: 보천읍) یک شهرک در استان ریانگ‌گانگ در شمال کره شمالی می‌باشد. این شهرک در تابعیت شهرستان بوچون و مرکز اداری این شهرستان می‌باشد.
فاصلهٔ مرز جمهوری خلق چین تا این شهرک کمتر از ۲ کیلومتر بوده، و بین این شهرک و رود یالو (که مرز بین‌المللی می‌باشد)، تپه‌ای جنگلی قرار دارد. در آن طرف مرز، شهرستان خودمختار چانگ‌بای کره‌ای، در تابعیه استان جی‌لین قرار دارد.

## تاریخ
این شهرک در کره از اهمیت و شهرت تاریخی برخوردار است. در سال ۱۹۳۷ میلادی، در زمانی که هم منچوری و هم کره تحت استعمار ژاپن  بودند، گروهی چریکی کره‌ای متعلق به ارتش متحد ضد ژاپنی شمال شرقی، به رهبری کیم ایل‌سونگ از رود یالو گذشته و از منچوری وارد کره شدند، و در دژی نظامی در شهرک بوچون به یگانی از ارتش ژاپن حمله‌ای موفقیت‌ آمیز کردند. این حمله یکی از اولین عملیات‌های چریکی کره‌ای‌ها در منچوری و کره بود، و نشان‌دهندهٔ شروع سال‌ها مبارزهٔ چریکی ضد قوای اشغالگر ژاپنی در شمال‌شرق آسیا بود. این حمله همین‌طور کیم ایل‌سونگ را به عنوان یکی از رهبران مهم و تاثیرگذار جنبش استقلال‌طلبی کره هم در کره، هم در ژاپن، هم در ایالات متحده شناساند.
کیم ایل‌سونگ نقطه نظر خویش در مورد این مبارزه را در کتاب خودزندگی‌نامه خویش، کتاب «همراه با قرن» (چاپ سال ۱۹۹۲ میلادی) نوشته است. وی اهمیت این مبارزه را به شکل زیر توصیف کرده است:
نبرد پوچونبو [دژ بوچون] اثبات کرد که امپریالیسم ژاپن را می‌توان همچون زباله‌ای بی‌ارزش درهم شکست و به خاکستر تبدیل کرد. شعله‌هایی که آسمان شب تاریک پوچونبو را روشن ساخت، نویدبخش سپیده‌دم آزادی کره بود؛ آزادی‌ای که سال‌ها در سیاه‌چال ظلمت خفته بود. این رویارویی تاریخی نه‌تنها به مردمی که باور داشتند کره مُرده است نشان داد که این سرزمین زنده و پرتوان است، بلکه به ایشان روح و امیدی جاودانه بخشید: آن‌گاه که پای در میدان مبارزه گذارند، می‌توانند استقلال و رهایی ملی خویش را به‌دست آورند.— کیم ایل‌سونگ، «همراه با قرن»
اهمیت این مبارزه در تاریخ استقلال‌طلبی کره به اندازه‌ای بود که در سال ۲۰۰۳ میلادی، مقامات آموزشی جمهوری کره (کره جنوبی) تصمیم بر چشم‌پوشی از خصومت بین دو کره و وارد کردن قصهٔ این مبارزه در کتاب‌های تاریخ مدارس گرفتند.